# Oceanitis unicaudata
Oceanitis unicaudata är en svampart som först beskrevs av E.B.G. Jones & Camp.-Als., och fick sitt nu gällande namn av J. Dupont & E.B.G. Jones 2009. Oceanitis unicaudata ingår i släktet Oceanitis och familjen Halosphaeriaceae.   Inga underarter finns listade i Catalogue of Life.